# Nica flavilla
Nica flavilla är en fjärilsart som beskrevs av Jean Baptiste Godart 1823. Nica flavilla ingår i släktet Nica och familjen praktfjärilar. Inga underarter finns listade i Catalogue of Life.

## Bildgalleri

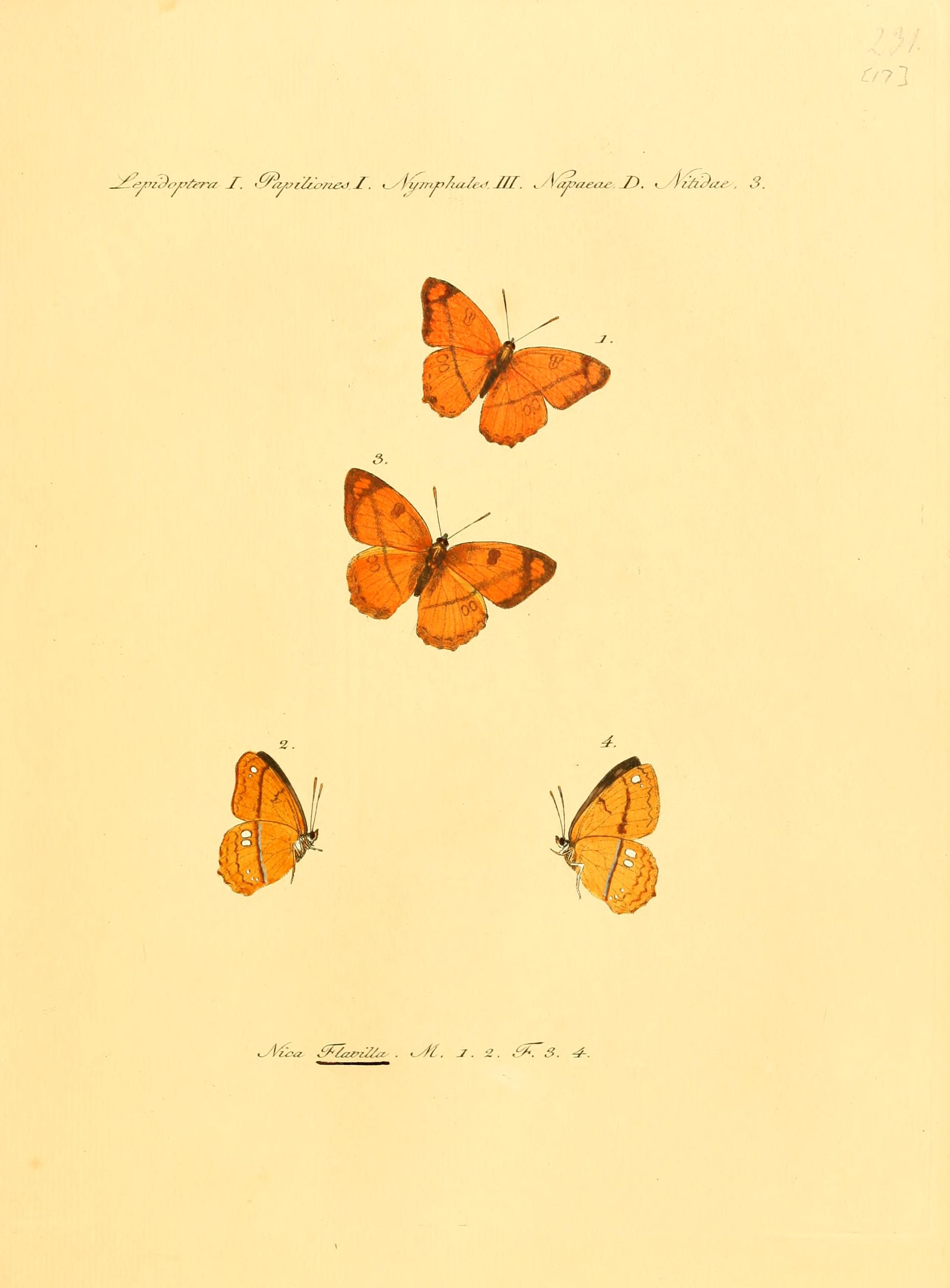